# Elecciones municipales de Huancavelica de 2010
Las elecciones municipales de Huancavelica de 2010 se llevaron a cabo el domingo 3 de octubre de 2010 para elegir al alcalde y al Concejo Provincial de Huancavelica para el periodo 2010-2014. La elección se celebró simultáneamente con elecciones regionales y municipales (provinciales y distritales) en todo el país.

## Sistema electoral
La Municipalidad Provincial de Huancavelica es el órgano administrativo y de gobierno de la provincia de Huancavelica. Está compuesta por el alcalde y el Concejo Provincial.
La votación del alcalde y el concejo se realiza en base al sufragio universal, que comprende a todos los ciudadanos nacionales mayores de dieciocho años, empadronados y residentes en la provincia de Huancavelica y en pleno goce de sus derechos políticos, así como a los ciudadanos no nacionales residentes y empadronados en la provincia de Huancavelica.
El Concejo Provincial de Huancavelica está compuesto por 11 regidores elegidos por sufragio directo para un período de cuatro (4) años, en forma conjunta con la elección del alcalde (quien lo preside) La votación es por lista cerrada y bloqueada. Se asigna a la lista ganadora los escaños según el método d'Hondt o la mitad más uno, lo que más le favorezca.

## Composición del Concejo Provincial de Huancavelica
La siguiente tabla muestra la composición del Concejo Provincial de Huancavelica antes de las elecciones.
| Partidos | Partidos                                               | Regidores |
| -------- | ------------------------------------------------------ | --------- |
|          | Proyecto Integración de Comunidades Organizadas        | 7         |
|          | Movimiento Independiente de Campesinos y Profesionales | 1         |
|          | Movimiento Independiente Trabajando para Todos         | 1         |
|          | Frente Descentralista de Pueblos Andinos               | 1         |
|          | Movimiento Regional AYNI                               | 1         |

## Partidos y candidatos
A continuación se muestra una lista de los principales partidos y alianzas electorales que participaron en las elecciones:
| Candidatura | Candidatura | Partidos y alianzas                                                     | Candidatos | Candidatos              | Ideología                                                          | Resultado previo | Resultado previo | Ref. |
| Candidatura | Candidatura | Partidos y alianzas                                                     | Candidatos | Candidatos              | Ideología                                                          | Votos (%)        | Reg.             | Ref. |
| ----------- | ----------- | ----------------------------------------------------------------------- | ---------- | ----------------------- | ------------------------------------------------------------------ | ---------------- | ---------------- | ---- |
|             | PICO        | Lista - Proyecto Integración de Comunidades Organizadas (PICO)          |            | Pedro Palomino Pastrana | Regionalismo huancavelicano                                        | 18.74%           | 7                |      |
|             | MINCAP      | Lista - Movimiento Independiente de Campesinos y Profesionales (MINCAP) |            | Edgar Ruiz Quispe       | Regionalismo huancavelicano                                        | 13.46%           | 1                |      |
|             | MITT        | Lista - Movimiento Independiente Trabajando para Todos (MITT)           |            | Rómulo Cayllahua Paytán | Regionalismo huancavelicano                                        | 12.02%           | 1                |      |
|             | AYNI        | Lista - Movimiento Regional AYNI (AYNI)                                 |            | Leoncio Huayllani Taype | Regionalismo huancavelicano                                        | 10.45%           | 1                |      |
|             | APRA        | Lista - Partido Aprista Peruano (APRA)                                  |            | Gladys Arce López       | Aprismo                                                            | 5.05%            | 0                |      |
|             | PP          | Lista - Perú Posible (PP)                                               |            | Arnaldo Soriano Vásquez | Socioliberalismo Democracia liberal Tercera vía                    | Nuevo            | Nuevo            |      |
|             | APP         | Lista - Alianza para el Progreso (APP)                                  |            | Carlos Donaires Huamán  | Liberalismo económico Conservadurismo liberal Populismo de derecha | Nuevo            | Nuevo            |      |
|             | UxH         | Lista - Movimiento Independiente Regional Unidos por Huancavelica (UxH) |            | Luis Quispe Aybar       | Regionalismo huancavelicano                                        | Nuevo            | Nuevo            |      |

## Resultados

### Sumario general
|                        |                                                                 |              |              |              |           |           |
| Partidos y coaliciones | Partidos y coaliciones                                          | Voto popular | Voto popular | Voto popular | Regidores | Regidores |
| Partidos y coaliciones | Partidos y coaliciones                                          | Votos        | %            | ±pp          | Total     | +/−       |
|                        | Movimiento Regional AYNI (AYNI)                                 | 14,717       | 28.60        | +18.15       | 7         | +6        |
|                        | Movimiento Independiente Trabajando para Todos (MITT)           | 12,580       | 24.44        | +12.42       | 1         | ±0        |
|                        | Movimiento Independiente de Campesinos y Profesionales (MINCAP) | 7,419        | 14.42        | +0.96        | 1         | ±0        |
|                        | Proyecto Integración de Comunidades Organizadas (PICO)          | 6,910        | 13.43        | –5.31        | 1         | –6        |
|                        | Movimiento Independiente Regional Unidos por Huancavelica (UxH) | 6,689        | 13.00        | Nuevo        | 1         | +1        |
|                        | Perú Posible (PP)                                               | 1,133        | 2.20         | n/a          | 0         | ±0        |
|                        | Partido Aprista Peruano (APRA)                                  | 1,104        | 2.15         | –2.90        | 0         | ±0        |
|                        | Alianza para el Progreso (APP)                                  | 914          | 1.76         | Nuevo        | 0         | ±0        |
|                        |                                                                 |              |              |              |           |           |
| Total                  | Total                                                           | 51,466       |              |              | 11        | ±0        |
|                        |                                                                 |              |              |              |           |           |
| Votos válidos          | Votos válidos                                                   | 51,466       | 74.18        | –8.09        |           |           |
| Votos en blanco        | Votos en blanco                                                 | 11,380       | 16.40        | +6.41        |           |           |
| Votos nulos            | Votos nulos                                                     | 6,533        | 9.42         | +1.67        |           |           |
| Votos emitidos         | Votos emitidos                                                  | 69,379       | 86.19        | –1.84        |           |           |
| Abstenciones           | Abstenciones                                                    | 11,112       | 13.81        | +1.84        |           |           |
| Votantes registrados   | Votantes registrados                                            | 80,491       |              |              |           |           |
|                        |                                                                 |              |              |              |           |           |
| Fuente:                |                                                                 |              |              |              |           |           |

### Concejo Provincial de Huancavelica
| Cargo                               | Autoridad electa            | Partido político | Partido político                                          |
| ----------------------------------- | --------------------------- | ---------------- | --------------------------------------------------------- |
| Alcalde Provincial de Huancavelica  | Leoncio Huayllani Taype     |                  | Movimiento Regional AYNI                                  |
| Regidor Provincial de Huancavelica  | José Cayllahua Pantoja      |                  | Movimiento Regional AYNI                                  |
| Regidor Provincial de Huancavelica  | Fernando Clemente Arana     |                  | Movimiento Regional AYNI                                  |
| Regidora Provincial de Huancavelica | Kenia Aguirre Vilchez       |                  | Movimiento Regional AYNI                                  |
| Regidor Provincial de Huancavelica  | Celso Condori Ramos         |                  | Movimiento Regional AYNI                                  |
| Regidor Provincial de Huancavelica  | Wilfredo Palomino Hilario   |                  | Movimiento Regional AYNI                                  |
| Regidor Provincial de Huancavelica  | Augusto Espinoza Quispe     |                  | Movimiento Regional AYNI                                  |
| Regidor Provincial de Huancavelica  | Rolando Yauri Rivera        |                  | Movimiento Regional AYNI                                  |
| Regidora Provincial de Huancavelica | María Ortega Melgar         |                  | Movimiento Independiente Trabajando para Todos            |
| Regidor Provincial de Huancavelica  | Hugo Caballero Iparraguirre |                  | Movimiento Independiente de Campesinos y Profesionales    |
| Regidor Provincial de Huancavelica  | César Peña Ayuque           |                  | Proyecto Integración de Comunidades Organizadas           |
| Regidora Provincial de Huancavelica | Hilda Lizana Cornejo        |                  | Movimiento Independiente Regional Unidos por Huancavelica |

## Elecciones municipales distritales

### Sumario general
| Partidos y coaliciones | Partidos y coaliciones                                                       | Voto popular | Voto popular | Voto popular | Alcaldías | Alcaldías |
| Partidos y coaliciones | Partidos y coaliciones                                                       | Votos        | %            | ±pp          | Total     | +/−       |
| ---------------------- | ---------------------------------------------------------------------------- | ------------ | ------------ | ------------ | --------- | --------- |
|                        | Movimiento Regional AYNI (AYNI)                                              |              |              |              | 3         | +3        |
|                        | Movimiento Independiente Trabajando para Todos (MITT)                        |              |              |              | 8         | +6        |
|                        | Movimiento Independiente de Campesinos y Profesionales (MINCAP)              |              |              |              | 1         | –1        |
|                        | Proyecto Integración de Comunidades Organizadas (PICO)                       |              |              |              | 2         | –2        |
|                        | Movimiento Independiente Regional Unidos por Huancavelica (UxH)              |              |              | Nuevo        | 2         | +2        |
|                        | Perú Posible (PP)                                                            |              |              |              | 0         | ±0        |
|                        | Partido Aprista Peruano (APRA)                                               |              |              |              | 0         | –2        |
|                        | Alianza para el Progreso (APP)                                               |              |              |              | 0         | –1        |
|                        | Movimiento Descentralista Popular Rikcharisun Llaqta Yuyaychanakunapaq (MDP) |              |              |              | 0         | –2        |
|                        | Frente Descentralista de Pueblos Andinos (FREDEPA)                           |              |              |              | 0         | ±0        |
|                        | Revolución Regional (RR)                                                     |              |              |              | 0         | –2        |
|                        | Somos Perú (SP)                                                              |              |              | n/a          | 1         | +1        |
|                        | Fonavistas del Perú (FDP)                                                    |              |              | Nuevo        | 0         | ±0        |
|                        | Acción Popular (AP)                                                          |              |              |              | 0         | ±0        |
|                        | Llamkay (Llamkay)                                                            |              |              | Nuevo        | 0         | ±0        |
|                        | Listas independientes distritales                                            |              |              | n/a          | 0         | ±0        |
|                        | Elecciones municipales complementarias                                       |              |              | n/a          | 1         | n/a       |
|                        |                                                                              |              |              |              |           |           |
| Total                  | Total                                                                        |              |              |              | 18        | ±0        |
|                        |                                                                              |              |              |              |           |           |
| Votos válidos          |                                                                              |              |              |              |           |           |
| Votos en blanco        |                                                                              |              |              |              |           |           |
| Votos nulos            |                                                                              |              |              |              |           |           |
| Votos emitidos         |                                                                              |              |              |              |           |           |
| Abstenciones           |                                                                              |              |              |              |           |           |
| Votantes registrados   |                                                                              |              |              |              |           |           |
|                        |                                                                              |              |              |              |           |           |
| Fuente:                |                                                                              |              |              |              |           |           |

### Resultados por distrito
La siguiente tabla enumera el control de los distritos de la provincia de Huancavelica. El cambio de mando de una organización política se resalta del color de ese partido.
| Distrito         | Alcalde(sa) titular         | Partido político | Partido político           | Alcalde(sa) electo(a)                          | Partido político                               | Partido político                               |
| ---------------- | --------------------------- | ---------------- | -------------------------- | ---------------------------------------------- | ---------------------------------------------- | ---------------------------------------------- |
| Acobambilla      | Fernando Villazana Ignacio  |                  | Rikcharisun Llaqta         | Abner Vilca Renojo                             |                                                | Movimiento Regional AYNI                       |
| Acoria           | Leónidas Bendezú Fernández  |                  | Rikcharisun Llaqta         | Emilio Cortez Castillo                         |                                                | Somos Perú                                     |
| Ascensión        | Marcos Paytán Cuba          |                  | Movimiento Nueva Izquierda | Rubén Arizapana Taipe                          |                                                | Campesinos y Profesionales                     |
| Conayca          | Alexander Cárdenas Perales  |                  | Alianza para el Progreso   | Pablo Gaspar Martínez                          |                                                | Movimiento Regional AYNI                       |
| Cuenca           | Hugo Barra Huarocc          |                  | Comunidades Organizadas    | Fortunato Común Huaroc                         |                                                | Trabajando para Todos                          |
| Huachocolpa      | Celso Condori Ramos         |                  | Partido Aprista Peruano    | Arcadio Huamaní Carhuapoma                     |                                                | Unidos por Huancavelica                        |
| Huando           | Robert Guerra Quinteros     |                  | Comunidades Organizadas    | Policarpo Serpa Mendoza                        |                                                | Trabajando para Todos                          |
| Huayllahuara     | Lucía Martínez Huaroc       |                  | Revolución Regional        | Nilo Pérez Huaroc                              |                                                | Unidos por Huancavelica                        |
| Izcuchaca        | Alejandro Miranda Enriquez  |                  | Unidad Nacional            | Eduardo Torres Miranda                         |                                                | Trabajando para Todos                          |
| Laria            | Urbano Cuicapuza Huamancaja |                  | Trabajando para Todos      | Urbano Cuicapuza Huamancaja                    |                                                | Trabajando para Todos                          |
| Manta            | Cirilo Araujo Matos         |                  | Unión por el Perú          | Rosalino Soto Páucar                           |                                                | Comunidades Organizadas                        |
| Mariscal Cáceres | Eugenio Cárdenas Flores     |                  | Rikcharisun Llaqta         | Jesús Sánchez Ramos                            |                                                | Trabajando para Todos                          |
| Moya             | Carlos Fonseca Martel       |                  | Revolución Regional        | Carlos Fonseca Martel                          |                                                | Comunidades Organizadas                        |
| Nuevo Occoro     | Alfredo Pariona Sinche      |                  | Comunidades Organizadas    | Severo Ordóñez Alanya                          |                                                | Trabajando para Todos                          |
| Palca            | Alfonso de la Cruz Felipe   |                  | Comunidades Organizadas    | Alejandro Fernández Quispe                     |                                                | Trabajando para Todos                          |
| Pilchaca         | Luz Pariona Yauriman        |                  | Partido Aprista Peruano    | Isidoro Rojas Curiñaupa                        |                                                | Trabajando para Todos                          |
| Vilca            | Eugenio Surichaqui Lazo     |                  | Comunidades Organizadas    | Elecciones municipales complementarias de 2011 | Elecciones municipales complementarias de 2011 | Elecciones municipales complementarias de 2011 |
| Yauli            | Edwin Taipe Condori         |                  | Campesinos y Profesionales | Juan Quichca Salazar                           |                                                | Movimiento Regional AYNI                       |